# Saint-Alban-en-Montagne
Saint-Alban-en-Montagne é uma comuna francesa na região administrativa de Auvérnia-Ródano-Alpes, no departamento de Ardèche. Estende-se por uma área de 13,94 km². Em 2010 a comuna tinha 88 habitantes (densidade: 6,3 hab./km²).